# Ближний Хутор
Бли́жний Ху́тор (рум. и молд. Blijnii Hutor, укр. Ближній Хутір) — село в Слободзейском районе непризнанной Приднестровской Молдавской Республики. Находится в непосредственной близости от столицы ПМР города Тирасполя. Планировалось до конца 2014 года административное присоединение села, фактически слившегося с городом, к столице Приднестровья. Село основано во второй половине XVIII века — образовалось из трёх хуторов.

## Объекты
На границе города и села находится предприятие «Автополив». 
На территории села расположено одно из крупнейших городских кладбищ «Дальнее», на котором похоронены люди, прославившие Приднестровье.

## Транспорт
Ближний Хутор связан с Тирасполем транспортным сообщением: в нескольких сотнях метров от границы села проходит городская троллейбусная линия (маршруты № 4а и 7а); из центра села можно добраться до Западного, Центрального и Октябрьского районов Тирасполя на маршрутных такси № 6, 11.

## История

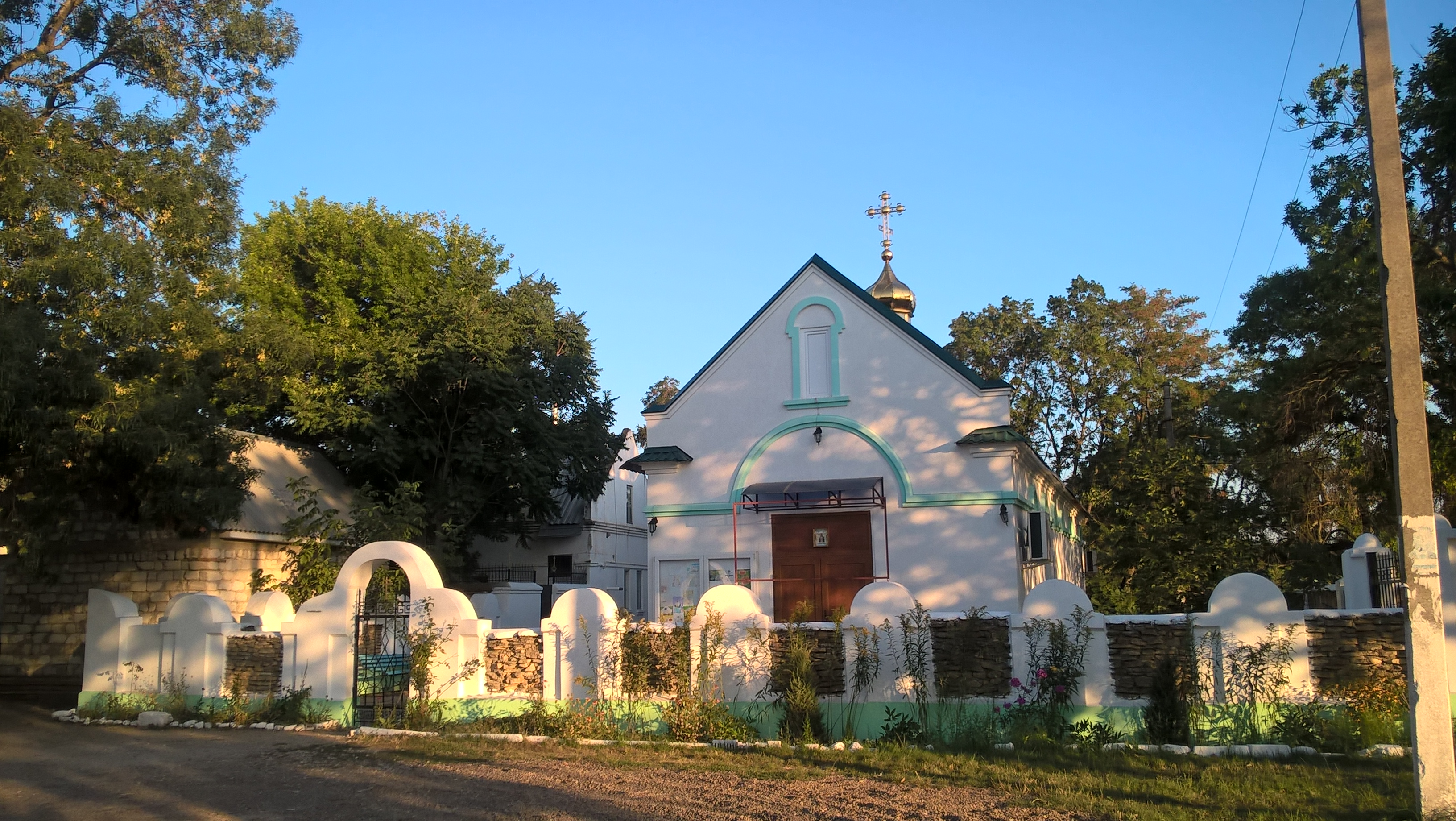
Церковь прп. Серафима Саровского построена в 1892 году

Во времена Молдавской ССР, в 1951 году, на базе мелких хозяйств села был образован колхоз имени Мичурина. Ведущей отраслью хозяйства было растениеводство. К 1987 году производственные фонды колхоза оценивались в 12,5 млн рублей. Председателем колхоза был Василий Вакарчук. Колхоз был награждён орденом Трудового Красного знамени.
В селе была школа на 1000 учеников, 2 детских сада на 270 мест, амбулатория, летний пионерский лагерь, 7 магазинов, 2 кафе, дом быта, Дом культуры на 800 мест. Духовой оркестр Дома культуры побеждал на республиканских смотрах самодеятельности.
Дома в селе были газифицированы. Средняя годовая зарплата колхозника в 1986 году составила 3068 рублей.

## Население
В 2004 году население села составляло 7292 человека.